# 1670-ті до н. е.

## Події
- Єгипет: Другий перехідний період, одночасне правління (1802–1650 роки до н. е.):
  - Верхній Єгипет: XIII династія;
  - Нижній Єгипет: XIV династія;
  - Близько 1675 до н. е.[1]в Єгипет вторгаються гіксоси, що створили в середині XVII століття до н. е. великий племінний союз на території Палестини і північної Аравії, і піддають його страшному розгрому.